# Habichtswald (Gemeinde)
Habichtswald ist eine Gemeinde im nordhessischen Landkreis Kassel. Die Gemeindeverwaltung befindet sich im Ortsteil Dörnberg.

## Geographie

### Geographische Lage
Die Gemeinde Habichtswald liegt im Naturpark Habichtswald etwa 10 km (Luftlinie) westlich von Kassel, nördlich des Essigbergs (ca. 597,5 m ü. NHN), südlich des Hohen Dörnbergs (578,7 m) und südöstlich des Großen Bärenbergs (600,7 m). Das westliche Gemeindegebiet wird von der Warme durchflossen und das nördliche von dessen Zufluss Lubach.

### Nachbargemeinden
Habichtswald grenzt im Norden an die Stadt Zierenberg und die Gemeinde Ahnatal (beide Landkreis Kassel), im Osten an die kreisfreie Stadt Kassel, im Süden an die Gemeinde Schauenburg, sowie im Westen an die Städte Zierenberg und Wolfhagen (alle im Landkreis Kassel).

### Gliederung
Ortsteile der Gemeinde Habichtswald sind – mit ungefährer Höhenlage in Meter (m) über Normalhöhennull (NHN):
- Dörnberg (335 m)
- Ehlen (330 m) mit Gut Bodenhausen (310 m)

## Geschichte
Beide Ortsteile wurden im Jahre 1074 in einer Schenkungsurkunde des Klosters Hasungen erstmals erwähnt.
Im Zuge der Gebietsreform in Hessen fusionierten die bis dahin selbständigen Gemeinden Dörnberg und Ehlen zum 31. Dezember 1971 freiwillig zur neuen Gemeinde Habichtswald. Ortsbezirke nach der Hessischen Gemeindeordnung wurden nicht errichtet.

## Bevölkerung
Einwohnerstruktur 2011
Nach den Erhebungen des Zensus 2011 lebten am Stichtag, dem 9. Mai 2011, in Habichtswald 5115 Einwohner. Nach dem Lebensalter waren 850 Einwohner unter 18 Jahren, 1986 zwischen 18 und 49, 1148 zwischen 50 und 64 und 1127 Einwohner waren älter. Unter den Einwohnern waren 101 (2,0 %) Ausländer, von denen 66 aus dem EU-Ausland, 17 aus anderen europäischen Ländern und 13 aus anderen Staaten kamen. Die Einwohner lebten in 2219 Haushalten. Davon waren 573 Singlehaushalte, 691 Paare ohne Kinder und 748 Paare mit Kindern, sowie 171 Alleinerziehende und 35 Wohngemeinschaften. In 718 Haushalten lebten ausschließlich Senioren und in 3526 Haushaltungen lebten keine Senioren.
Einwohnerstatistik
| Habichtswald (Dörnberg und Ehlen): Einwohnerzahlen von 1970 bis 2020 | Habichtswald (Dörnberg und Ehlen): Einwohnerzahlen von 1970 bis 2020 | Habichtswald (Dörnberg und Ehlen): Einwohnerzahlen von 1970 bis 2020 | Habichtswald (Dörnberg und Ehlen): Einwohnerzahlen von 1970 bis 2020 | Habichtswald (Dörnberg und Ehlen): Einwohnerzahlen von 1970 bis 2020 |
| -------------------------------------------------------------------- | -------------------------------------------------------------------- | -------------------------------------------------------------------- | -------------------------------------------------------------------- | -------------------------------------------------------------------- |
| Jahr                                                                 |                                                                      |                                                                      |                                                                      | Einwohner                                                            |
| 1970                                                                 | 1970                                                                 |                                                                      | 3.560                                                                | 3.560                                                                |
| 1980                                                                 | 1980                                                                 |                                                                      | ?                                                                    | ?                                                                    |
| 1990                                                                 | 1990                                                                 |                                                                      | ?                                                                    | ?                                                                    |
| 2000                                                                 | 2000                                                                 |                                                                      | ?                                                                    | ?                                                                    |
| 2011                                                                 | 2011                                                                 |                                                                      | 5.115                                                                | 5.115                                                                |
| 2015                                                                 | 2015                                                                 |                                                                      | 4.974                                                                | 4.974                                                                |
| 2020                                                                 | 2020                                                                 |                                                                      | 5.153                                                                | 5.153                                                                |
| Quellen: bis 1970:; Statistische Berichte, Zensus 2011               |                                                                      |                                                                      |                                                                      |                                                                      |

Historische Religionszugehörigkeit
| • 1987: | 3600 evangelische (= 75,97 %), 584 katholische (= 12,32 %), 555 sonstige (= 11,71 %) Einwohner  |
| • 2011: | 3145 evangelische (= 61,49 %), 563 katholische (= 11,01 %), 1407 sonstige (= 27,50 %) Einwohner |

## Politik

### Gemeindevertretung
Die Kommunalwahl am 14. März 2021 lieferte folgendes Ergebnis, in Vergleich gesetzt zu früheren Kommunalwahlen:
| Gemeindevertretung – Kommunalwahlen 2021 | Gemeindevertretung – Kommunalwahlen 2021                                |
| --- | ----------------------------------------------------------------------- |
| Stimmenanteil in %Wahlbeteiligung 55,2 % 706050403020100 53,0 (−10,9)19,7 (−0,1)19,1 (+3,9)8,3 (n. k.)n. k. (−1,1) SPDCDUWGHcGrüneFDP20162021Anmerkungen:c Wählergemeinschaft Habichtswald | SitzverteilungInsgesamt 23 Sitze - SPD: 12 - Grüne: 2 - WGH: 4 - CDU: 5 |

| Parteien und Wählergemeinschaften | Parteien und Wählergemeinschaften           | % 2021 | Sitze 2021 | % 2016 | Sitze 2016 | % 2011 | Sitze 2011 | % 2006 | Sitze 2006 | % 2001 | Sitze 2001 |
| SPD                               | Sozialdemokratische Partei Deutschlands     | 53,0   | 12         | 63,9   | 15         | 73,6   | 17         | 65,1   | 15         | 67,4   | 21         |
| CDU                               | Christlich Demokratische Union Deutschlands | 19,7   | 5          | 19,8   | 5          | 26,4   | 6          | 34,9   | 8          | 32,6   | 10         |
| WGH                               | Wählergemeinschaft Habichtswald             | 19,1   | 4          | 15,2   | 3          | —      | —          | —      | —          | —      | —          |
| Grüne                             | Bündnis 90/Die Grünen                       | 8,3    | 2          | —      | —          | —      | —          | —      | —          | —      | —          |
| FDP                               | Freie Demokratische Partei                  | —      | —          | 1,1    | 0          | —      | —          | —      | —          | —      | —          |
| Gesamt                            | Gesamt                                      | 100,0  | 23         | 100,0  | 23         | 100,0  | 23         | 100,0  | 23         | 100,0  | 31         |
| Wahlbeteiligung in %              | Wahlbeteiligung in %                        | 55,2   | 55,2       | 53,9   | 53,9       | 53,8   | 53,8       | 50,6   | 50,6       | 61,1   | 61,1       |

### Bürgermeister
Nach der hessischen Kommunalverfassung wird der Bürgermeister für eine sechsjährige Amtszeit gewählt, seit dem Jahr 1993 in einer Direktwahl, und ist Vorsitzender des Gemeindevorstands, dem in der Gemeinde Habichtswald neben dem Bürgermeister ehrenamtlich ein Erster Beigeordneter und vier weitere Beigeordnete angehören. Bürgermeister ist seit dem 1. Februar 2021 Daniel Faßhauer (SPD). Er wurde als Nachfolger von Thomas Raue (SPD), der nach zwei Amtszeiten nicht mehr kandidiert hatte, am 1. November 2020 im ersten Wahlgang bei einer Wahlbeteiligung von 62,5 Prozent mit 73,1 Prozent der Stimmen gewählt.
Amtszeiten der Bürgermeister
- 2021–2027 Daniel Faßhauer (SPD)[17]
- 2009–2021 Thomas Raue (SPD)[18]
- 1991–2009 Wolfgang Aßhauer (SPD)[21]

### Wappen
| Wappen von Habichtswald | Blasonierung: „Im goldenen Schild über einem tannengeschnittenen grünen Schildfuß das schwarze Flugbild eines Habichts.“                          |
| Wappen von Habichtswald | Das Wappen wurde von dem Bad Nauheimer Heraldiker Heinz Ritt gestaltet und am 20. Juni 1980 durch das Hessische Ministerium des Innern genehmigt. |

### Flagge
Der Gemeinde ist am 30. August 1982 vom Hessischen Minister des Innern eine Flagge mit folgender Flaggenbeschreibung genehmigt worden:
„Die Flagge der Gemeinde Habichtswald zeigt auf der nach den oberen zwei Siebteln der Flaggenlänge von Grün und Gelb gevierten Flaggenbahn das Wappen der Gemeinde.“

### Partnerschaft
Die Gemeinde Habichtswald unterhält seit 2001 partnerschaftliche Beziehungen zu Solt in Ungarn.

## Die Sage vom Werwolfsriemen
Von einem Mann wurde in Ehlen behauptet, er sei ein Werwolf. Einige Männer wollten dem nachgehen und untersuchten das Haus der Familie. Sie trafen den Werwolf nicht an, fanden aber im Keller des Hauses Fässer mit Fleisch, das er gesammelt hatte. Eins der Kinder erklärte, der Vater könne fliegen, wenn er sich einen Riemen umband. Neugierig geworden, legte sich einer der Männer den besagten Riemen um. Sofort flog er durch das Haustor hinaus und war verschwunden. Erst vier Wochen später wurde er tot im Wald gefunden.

## Söhne und Töchter der Gemeinde
- Wilhelm Schulz (1805–1877), deutsch-spanischer Geologe und Bergbauingenieur